# 警察泰羅足球會
警察泰羅足球會是一家泰国职业足球俱乐部，位于首都曼谷。球队在2006年到2008年连续三年获得本土联赛季军，是一支传统强队，为泰国国家队长期输送大量优秀球员。

## 主体育场
thephasadin体育场（泰语：สนามกีฬาเทพหัสดิน）是位于泰国曼谷的体育场，弄卓区是曼谷最大也是人口最稀少的地区。这座可容纳5,000余人的体育场就是BEC萨萨那的主场。

## 球队荣誉

### 国内联赛
- 泰国足球超级联赛：
  - 冠军（2次）: 2000, 2001

### 国内杯赛
- 泰国足协杯：
  - 亚军（1次）: 2009
- Kor Royal杯赛：
  - 冠军（1次）: 2001
  - 亚军（2次）: 2002, 2004

### 洲际
- 亚洲冠军联赛：
  - 亚军（1次）: 2002

## 亚洲赛场表现
- 亚洲冠军联赛: 3次

2002-03：亚军
2004：小组阶段
2005：小组阶段
- 亚洲俱乐部锦标赛: 2次

1999：第二轮
2002：第二轮
- 亚洲优胜者杯: 1次

2000/01：四分之一决赛

### 与中国球队交战成绩
BEC特罗萨萨纳在亚洲赛场上多次与中国俱乐部相遇，曾经2度击败中超劲旅上海申花。
| 日期     | 主队          | 比分 | 客队          | 赛事                |
| -------- | ------------- | ---- | ------------- | ------------------- |
| 10月31日 | 大连万达      | 3-0  | BEC特罗萨萨纳 | 98/99年亚俱杯第二轮 |
| 11月7日  | BEC特罗萨萨纳 | 1-0  | 大连万达      | 98/99年亚俱杯第二轮 |
| 3月14日  | BEC特罗萨萨纳 | 2-1  | 上海申花SVA   | 02/03年亚冠联赛A组  |
| 2月11日  | BEC特罗萨萨纳 | 4-1  | 上海申花SVA   | 04年亚冠联赛E组     |
| 5月5日   | 上海申花SVA   | 1-0  | BEC特罗萨萨纳 | 04年亚冠联赛E组     |
| 3月16日  | 山东鲁能泰山  | 1-0  | BEC特罗萨萨纳 | 05年亚冠联赛F组     |
| 5月25日  | BEC特罗萨萨纳 | 0-4  | 山东鲁能泰山  | 05年亚冠联赛F组     |